# Гурзуфская улица (Екатеринбург)
Гурзу́фская улица — магистральная улица в жилом районе «Юго-Западный» Верх-Исетского административного района города Екатеринбурга

## Расположение и благоустройство
Улица проходит с востока на запад, начинается от Московской улицы и заканчивается путепроводом над улицей Серафимы Дерябиной, переходя в улицу Репина. Пересекается с Посадской улицей. Слева в улицу вливается в одностороннем режиме Белореченская улица, справа выходит улица Радищева.
Протяжённость улицы составляет около 1700 метров. Ширина проезжей части — около 12 м (по две полосы в каждую сторону движения). На протяжении улицы имеется четыре светофора (на пересечении с улицами Радищева, Посадской и у домов № 17 и 25). На протяжении улицы нерегулируемых пешеходных переходов не имеется. С обеих сторон улица оборудована тротуарами и уличным освещением. Нумерация домов начинается от Московской улицы.
Улица является важной магистралью городского значения. Наравне с улицей Репина, является прямым выездом из центра Екатеринбурга в западном направлении на улицу Металлургов/Московский тракт.

## История
Улица начала застраиваться малоэтажными домами из бруса в 1951 году. Позднее на ней появилась многоэтажная жилая застройка.

## Этимология
Возможно, названа в честь места смерти Пальмиро Тольятти — пгт Гурзуф, Крымская область, СССР. Рядом расположена улица, названная его именем.

## Транспорт
Автомобильное движение на всей протяжённости улицы двустороннее.

### Наземный общественный транспорт
По улице осуществляется автобусное движение, ходит маршрутное такси. Улица имеет пересечения с трамвайной линией «Центр — Юго-Запад» на перекрёстке с улицами Радищева/Белореченской и с троллейбусной линией на перекрёстке с улицей Посадской.

### Ближайшие станции метро
Примерно в полутора километрах к востоку от начала улицы расположена станция метро «Геологическая». В 1,0 км к югу от начала улицы в отдалённой перспективе планируется строительство станции 3-й линии Екатеринбургского метрополитена  «Посадская».